# Sò mai
Sò mai (tên khoa học Atrina pectinata) hay còn gọi là sò biên mai là một loài động vật thân mềm hai mảnh vỏ thuộc họ sò, chúng sống ở sâu dưới đáy biển. Chúng là loài động vật có giá trị và được dùng làm nguyên liệu cho món ăn còi biên mai, món ăn đặc sản tại Phú Quốc, tỉnh Kiên Giang và nó cũng là đặc sản của vùng đảo Cù Lao Chàm thuộc Quảng Nam. Một số nơi ngư dân còn gọi là con bắp chuối vì nó có thân lớn, vỏ phình ra giống như bắp chuối.

## Đặc điểm
Sò mai là một loại sò biển có hình dáng to gần bằng con ốc cánh tiên, hình tam giác, to cỡ mu bàn tay người lớn, nó có thân lớn, vỏ phình ra giống như bắp chuối, sò biên mai cũng có màu nâu thẫm, dạng nan quạt dẹp, suôn dài như cây quạt khép hờ, trọng lượng hơn cả ký (nặng gấp nhiều lần sò huyết)/. Nhìn chung, về hình dáng, sò mai có hai mảnh vỏ giống hình tam giác úp lại, bên trong là phần thịt sò.
Chúng có nhiều thịt nhung nhão ăn không ngon, nhưng phần ngon nhất của sò biên mai chính là phần cơ thịt nối liền hai mảnh của vỏ sò gọi là còi hay cồi. Phần còi này có màu trắng, dày và to khoảng bằng ngón tay cái, vị ngọt và dai Loại sò này thịt nhão, người ta chỉ dùng phần còi tròn cỡ đồng xu trắng phau để chế biến món ăn, thịt thân con biên mai nhão, không ngon. Duy nhất chỉ có 2 lớp cơ thịt (to cỡ đồng xu, dày chừng nửa lóng tay) nối liền 2 mảnh vỏ gọi là "còi" là ngon nhất.

## Trong ẩm thực
Sò mai được dùng để chế biến thành nhiều món ăn ngon và lạ. 

### Các món
Một số món ăn ngon có thể kể đến như sò mai hấp tỏi, sò mai tách vỏ làm sạch. giữ lại một bên vỏ chứa thịt đặt trên đĩa, cho bún tàu đã trụng qua nước sôi vào. Tách thân sò ra khỏi vỏ đưa vào miệng nhai đến khi thấy dai dai, ngọt thơm. Món sò mai nướng, nướng chừng vài phút cho sò há miệng. Dùng tay gỡ một mặt vỏ sò, giữ lại bên chứa thịt rồi đặt vào nướng tiếp. Khi sò bắt đầu tiết nước thì rưới mỡ hành lên trên, tiếp tục nướng. Cháo sò nóng, sò mai đã hấp, gỡ thịt phi hành thơm rồi xào qua, tất cả cho vào nồi cháo đang sôi. Xong thêm tiêu chín đập dập, gừng giã nhỏ ngoài ra còn có món sò mai nướng mỡ hành để thưởng thức được trọn vẹn hương vị của còi biên mai thì có món nướng muối ớt, nướng chao hay nướng sa tế là ngon nhất. Chỉ khi nướng, từng phần còi săn lại thấm đẫm vị mằn mặn, cay cay của ớt

### Còi biên mai
Còi biên mai là một trong năm món ăn đặc sản tại Phú Quốc thuộc tỉnh Kiên Giang là một hòn đảo lớn ở phía tây Việt Nam. Còi biên mai có thể chế biến nhiều món ăn ngon mang hương vị biển như: xào (nấm rơm, nấm đông cô, củ hành, cải bẹ xanh), nướng muối ớt, nướng chao, nhúng lẩu... Còi biên mai mua ở chợ về rửa nước lạnh pha ít muối cho sạch, để ra rổ cho ráo. Sả ớt bằm nhuyễn để sẵn ra chén. Bắc chảo lên bếp phi dầu mỡ và sả ớt cho thơm rồi cho còi biên mai vào xào cùng gia vị. Dùng xạng đảo nhiều lần cho thịt ngấm đều. Gần 10 phút sau thấy nước gia vị rút vào còi biên mai hơi sền sệt là chín.